# 丰蒂奥尤埃洛
丰蒂奥尤埃洛，是西班牙卡斯蒂利亚-莱昂巴利亚多利德省的一个市镇。总面积17平方公里，2001年普查人口總數為39人，人口密度為每平方公里2人。